# Jack River (Nenana River)
Der Jack River ist ein 55 Kilometer langer linker Nebenfluss des Nenana Rivers im US-Bundesstaat Alaska. 

## Geographie

### Verlauf
Der Jack River entwässert ein Areal von etwa 1000 km². Er entspringt auf einer Höhe von etwa 1450 m an der Westflanke eines 2012 m hohen namenlosen Berges in den Talkeetna Mountains. Er durchfließt das Bergland in überwiegend nördlicher Richtung. Der 1010 m hoch gelegene Caribou-Pass trennt den Jack River vom Quellgebiet des Middle Fork Chulitna Rivers. Der Jack River verlässt südöstlich von Cantwell das Bergland. Der Jack River wendet sich in Richtung Nordnordost, nimmt den Windy Creek von links auf und mündet schließlich in den Nenana River.
Der George Parks Highway verläuft auf den untersten zehn Flusskilometern entlang dem rechten Flussufer.

### Nebenflüsse
Bei Cantwell mündet der Cantwell Creek von links in den Jack River.

## Name
Benannt wurde der Fluss 1898 von G. H. Eldridge und Robert Muldrow vom United States Geological Survey (USGS) nach W. G. Jack, einem Prospektor.